# Kazimierz Gede
Kazimierz Gede, ps. Jędrzejewicz (ur. 30 czerwca 1909 w Tbilisi, zm. 25 sierpnia 1937 w Estramadurze) – polski malarz, rysownik i grafik, członek Warszawskiej Grupy Plastyków i Czapki Frygijskiej, współpracownik pism lewicowych „Ze świata: i „Dwutygodnik Ilustrowany”.

## Życiorys

### Edukacja
Był synem Otto Gede i Stanisławy Jadwigi Krzyżanowskiej i bratem Tadeusza Gede (1911–1982). Po odzyskaniu niepodległości Gedowie przenieśli się do Polski i zamieszkali w Toruniu. Zarówno Kazimierz jak i Tadeusz uczęszczali do Państwowego Gimnazjum Męskiego im. M. Kopernika w Toruniu. Egzamin dojrzałości złożyli też razem w 1929 roku. Kazimierz Gede studiował w warszawskiej Szkole Sztuk Pięknych (późniejszej ASP), u Mieczysława Kotarbińskiego, zdobywając świadectwo nauczyciela rysunku w 1935. Na studiach był członkiem lewicowych organizacji jak „Życie” (1931–1933) i Komunistycznego Związku Młodzieży Polskiej (KZMP; 1933–1936).

### Działalność polityczna i artystyczna
Kazimierz Gede był jednym z założycieli lewicującej Warszawskiej Grupy Plastyków, którym miejsca i nazwy użyczył Klub Artystów – Czapka Frygijska, działającym przy Stowarzyszeniu Lokatorów Szklane Domy, Warszawskiej Spółdzielni Mieszkaniowej (WSM). Tam też, w maju 1936 roku, w tzw. Gospodzie Spółdzielczej WSM odbyła się pierwsza wystawa grupy, druga, właściwie zamknięta dla publiczności, odbyła się w Krakowie w połowie 1937 roku w Domu (Kultury) Kolejarza. Gede w obu wystawiał obrazy i grafiki. Wykonywał ilustracje dla pism lewicowych („Dwutygodnik Ilustrowany”, „Oblicze Dnia”, „Lewar”), posługując się pseudonimem Jędrzejewicz. Projektował okładki książek (m.in. Sceny przy strumieniu Lucjana Szenwalda, Nafta rządzi światem Antona Zischki, I cóż dalej, szary człowieku? Hansa Fallady). Ilustrował gazety frontowe „Dąbrowszczak” i „Ochotnik Wolności”.
W 1936 roku dołączył do XV Międzynarodowej Brygady im. Abrahama Lincolna (lewicowej) walczącej w wojnie domowej w Hiszpanii. Awansował do stopnia kapitana, był dowódcą kompanii karabinów maszynowych a według innych źródeł miał stopień majora w brygadzie międzynarodowej Zginął 25 sierpnia 1937 roku w Estramadurze k. Madrytu (inna wersja 13 sierpnia 1937 roku w czasie walk o Quinto).
Uchwałą Prezydium Krajowej Rady Narodowej z dnia 16 lipca 1946 porucznik Kazimierz Gede został odznaczony Krzyżem Srebrnym Orderu Virtuti Militari „w uznaniu bohaterskich zasług ochotników polskich w bojach z niemieckim faszyzmem na polach Hiszpanii w 1936–1939 r. o Polskę Demokratyczną”.